# Kanton Saint-Pierre-d'Oléron
Saint-Pierre-d'Oléron is een voormalig kanton van het Franse departement Charente-Maritime. Het kanton maakte deel uit van het arrondissement Rochefort. Het werd opgeheven bij decreet van 27 februari 2014, met uitwerking op 22 maart 2015. Alle gemeenten werden opgenomen in het nieuwe kanton Île d'Oléron.
Het kanton besloeg ongeveer de helft van het Île d'Oléron, het aangrenzende kanton Le Château-d'Oléron besloeg de rest van het eiland.

## Gemeenten
Het kanton Saint-Pierre-d'Oléron omvatte de volgende gemeenten:
- La Brée-les-Bains
- Saint-Denis-d'Oléron
- Saint-Georges-d'Oléron
- Saint-Pierre-d'Oléron (hoofdplaats)